# Randall-Sundrum-Modell
Das Randall-Sundrum-Modell ist in der theoretischen Physik ein mathematischer Ansatz zur einheitlichen Beschreibung der Grundkräfte im Universum. Es wurde 1999 von den Physikern Lisa Randall und Raman Sundrum vorgeschlagen und beschreibt das Universum mit Einführung einer zusätzlichen fünften Dimension als gekrümmtes Raum-Zeit-Modell, konkret als Anti-de-Sitter-Raumzeit (abgekürzt AdS5). In dieser Raum-Zeit gibt es zwei vierdimensionale Branes, von denen die eine unserem sichtbaren Universum entspricht und die andere Planck-Dimensionen hat, von der ersten über die fünfte Dimension getrennt und verborgen ist, aber mit der ersten gravitativ schwach wechselwirkt.

## Relevanz
Das Randall-Sundrum-Modell ist eines der ersten Modelle der Branenkosmologie und schlug als erstes eine  Extradimension vor, die nicht auf Planck-Skala war, sondern auf makroskopischen Längen (endlich oder unendlich) ausgedehnt. Zuvor fanden Kaluza-Klein-Modelle in der Stringtheorie Anwendung, die auf eine Theorie von Oskar Klein (1926) und Theodor Kaluza zurückgehen, die Gravitation und Elektrodynamik (die beiden damals bekannten Grundkräfte) vereinigte in einer fünfdimensionalen Raumzeit, bei der die fünfte Dimension „winzig klein“ zusammengerollte (kompaktifizierte) Dimensionen hatte. Das Prinzip wurde auf mehr Dimensionen in der Stringtheorie erweitert und verallgemeinert.
Auf diese Weise bietet es die Möglichkeit, mehrere fundamentale Probleme der Physik zu lösen:
- Es erklärt unter Zuhilfenahme des Higgs-Mechanismus, warum Elementarteilchen eine Masse haben, die Schwerkraft jedoch – verglichen mit den anderen Wechselwirkungskräften – um ein Vielfaches schwächer ist.
- Außerdem beschreibt es ein konsistentes Modell, welches die Vereinheitlichung aller bislang bekannten Grundkräfte ermöglicht, unabhängig von der Stringtheorie und der Supersymmetrie. Dies zeigten Arbeiten von Lisa Randall und Matthew Schwartz sowie Alex Pomarol.

## Entstehungsgeschichte
Das Randall-Sundrum-Modell, von Randall als 5-dimensional warped geometry theory bezeichnet (dtsch. Theorie einer fünfdimensionalen gekrümmten Raumgeometrie), entstand als Lösungsversuch des Hierarchieproblems im Standardmodell der Teilchenphysik. Die Theorie gründet auf Vorarbeiten von Petr Hořava und Edward Witten für das Hořava-Witten-Modell. Genaugenommen existieren eigentlich zwei Randall-Sundrum-Modelle RS-1 und RS-2, wobei das zweite eine Erweiterung des ersten Ansatzes darstellt.

## RS-1 Modell
Wie im Horava-Witten-Modell befinden sich auch im Randall-Sundrum-Modell 1 die vom Standardmodell her bekannten Elementarteilchen in einer von zwei vierdimensionalen Branen, die sich an den entgegenliegenden Enden einer Extradimension befinden. Sie beschreibt unser sichtbares Universum samt drei der darin wirkenden Grundkräfte (elektromagnetische, schwache und starke Wechselwirkung) und den Elementarteilchen des Standardmodells auf der TeV-Energieskala. Die andere Bran hat die Dimension der Planck-Skala. Sie und der dazwischenliegende leere Raum (Bulk) sind verborgen, da Elementarteilchen und Licht nicht in den Zwischenraum gelangen können. Lediglich das Graviton, das die Schwerkraft als vierte Grundkraft überträgt, kann den Bulk durchdringen und Materie in beiden Grenzwelten miteinander verbinden.
Im Randall-Sundrum-Modell 1 hat die fünfte Dimension eine endliche Ausdehnung.

## RS-2 Modell
Das später entwickelte Randall-Sundrum-Modell 2 erweitert und vereinfacht das Randall-Sundrum-Modell 1, indem es statt zwei Branen mit einer auskommt und eine unendliche zusätzliche fünfte Dimension postuliert, die die Schwerkraft in einer bestimmten Weise beeinflusst: Die Aufenthaltswahrscheinlichkeit von Gravitonen in der fünften Dimension ist auf die Nähe unserer Welt konzentriert und nimmt darüber hinaus exponentiell ab. Die Ausdehnung der Wirkung der Gravitation auf eine unbegrenzte fünfte Dimension könnte erklären, warum die Gravitation um so viele Größenordnungen schwächer ist als die übrigen Wechselwirkungskräfte.

## Experimenteller Nachweis
Da der experimentelle Nachweis der von der Stringtheorie vorhergesagten Effekte erst in exzessiv hohen Energiebereichen möglich ist, würden die heute bekannten Verfahren zur Teilchenbeschleunigung Anlagen benötigen, die Abmessungen von der Größenordnung unserer Galaxie erforderten. Aus diesem Grund galt die Stringtheorie viele Jahre lang als nicht überprüfbar.
Das Randall-Sundrum-Modell liefert im Gegensatz dazu Vorhersagen, z. B. über die Existenz von Kaluza-Klein-Teilchen. Experimente wie ATLAS und CMS, die am Large Hadron Collider (LHC) im Europäischen Kernforschungszentrum CERN bei Genf betrieben werden, haben bislang keine signifikanten Anomalien oder Resonanzen gefunden, die mit Kaluza-Klein-Zuständen übereinstimmen würden. Womöglich übersteigen deren Energien die aktuellen Fähigkeiten des LHC, dessen maximale Kollisionsenergie derzeit bei 13 TeV liegt. Mit der voraussichtlich ab 2029 verfügbaren High-Luminosity-Erweiterung des LHC (HL-LHC), wird die Datenmenge erheblich zunehmen, was die Sensitivität für exotische Teilchen erhöhen könnte. Der geplante Future Circular Collider (FCC) könnte noch höhere Energiebereiche abdecken und so effektiver nach Kaluza-Klein-Teilchen suchen.

## Weiterentwicklung
Im Laufe der letzten Jahre wurden viele weitere Modelle entwickelt, die sich in ihren Auswirkungen (z. B. auf die Expansion des Universums) zum Teil deutlich vom Randall-Sundrum-Modell unterscheiden. So wurde der im RS-Modell angenommene leere Bulk durch Modelle mit einem Skalarfeld im Bulk erweitert, wie beim Ekpyrotischen Szenario und dem Steinhardt-Turok-Modell. Hier werden die Branen in Wechselwirkung mit dem Skalarfeld dynamisch, können gegeneinander schwingen und sich sogar durchdringen.